# Liste der Johannes-Nepomuk-Darstellungen in Krems an der Donau
Der 1729 heiliggesprochene Johannes Nepomuk gilt nach Maria und Josef als der am dritthäufigsten dargestellte Heilige in Österreich. An zahlreichen Standorten gibt es Johannes-Nepomuk-Darstellungen im niederösterreichischen Krems an der Donau.
Erst nach Böhmen, aber noch vor dessen Selig- oder Heiligsprechung, setzte in Niederösterreich jene Verehrung Johannes Nepomuks ein, die sich in Form von Statuen und Bildern dokumentiert.

## Standorte
| Foto |                 | Objekt                                                         | Standort             | Künstler              | Baujahr | Beschreibung |
| ---- | --------------- | -------------------------------------------------------------- | -------------------- | --------------------- | ------- | --- |
| ja   | Datei hochladen | Statue Johannes Nepomuk HERIS-ID: 43603 Objekt-ID: 44233       | Förthof ·            |                       |         | An der rechten Wand des Langhauses der Filialkirche St. Matthias in Förthof (Förthofkapelle) befindet sich eine polychromierte Statue Johannes Nepomuks aus dem Ende des 18. Jahrhunderts. |
| ja   | Datei hochladen | Nischenfigur Johannes Nepomuk HERIS-ID: 64707 Objekt-ID: 77449 | Förthof ·            |                       |         | In einer Fassadennische an der Rückseite von Haus Förthof 31 befindet sich eine Statue Johannes Nepomuks aus der Mitte des 18. Jahrhunderts. |
| ja   | Datei hochladen | Statue Johannes Nepomuk                                        | Hollenburg ·         |                       |         | In der Pfarrkirche Hollenburg befindet sich eine Vortragefahne mit einer Darstellung Johannes Nepomuks sowie eine Figur des Heiligen aus dem zweiten Viertel des 18. Jahrhunderts. |
| ja   | Datei hochladen | Statue Johannes Nepomuk HERIS-ID: 10978 Objekt-ID: 7047        | Krems an der Donau · |                       |         | In der Pfarrkirche von Krems an der Donau befinden sich am Scheidbogen zum rechten Arm des Querhauses eine Skulptur Johannes Nepomuks aus der Mitte des 18. Jahrhunderts und ein Johannes-Nepomuk-Altar in der rechten zweiten Seitenkapelle. Das Altargemälde von P. Polli aus dem Jahr 1744 zeigt Johannes Nepomuk, der zur Karlsbrücke geführt wird und in der Marmormensa befindet sich ein gläserner Schrein mit einer weiß emaillierten Liegefigur des Heiligen. Wandmalereien zeigen die Vision Johannes Nepomuks, gemalt von Martin Johann Schmidt. |
| ja   | Datei hochladen | Statue Johannes Nepomuk HERIS-ID: 10977 Objekt-ID: 7046        | Krems an der Donau · |                       |         | An der Triumphbogenwand der Piaristenkirche von Krems an der Donau befinden sich polychromierte Darstellungen der Heiligen Antonius und Johannes Nepomuk aus der Mitte des 18. Jahrhunderts als Konsolfiguren. |
| ja   | Datei hochladen | Statue Johannes Nepomuk HERIS-ID: 10973 Objekt-ID: 7042        | Krems an der Donau · | Andreas Krimmer       | 1724    | Links vom Eingang zum Institut der Englischen Fräulein am Hohen Markt steht eine 1724 von Andreas Krimmer gefertigte Statue Johannes Nepomuks mit Putten. |
|      | Datei hochladen | Statue Johannes Nepomuk                                        | Krems an der Donau   |                       |         | Im Hausflur des ehemaligen Palas des Herzogshofes in der Gewerbehausgasse steht auf einem VolutenSockel eine Statue Johannes Nepomuks aus dem dritten Viertel des 18. Jahrhunderts. |
| ja   | Datei hochladen | Statue Johannes Nepomuk HERIS-ID: 11004 Objekt-ID: 7073        | Krems an der Donau · |                       |         | An der Ecke Körnermarkt / Schmidgasse in Krems an der Donau steht eine um 1765 gefertigte Statue Johannes Nepomuks. |
| ja   | Datei hochladen | Relief Johannes Nepomuk HERIS-ID: 11171 Objekt-ID: 7247        | Krems an der Donau · |                       |         | Am so genannten Mesnerhaus am Körnermarkt in Krems an der Donau befinden sich im Jahr 1745 von Lepold Perger gefertigte Stuckreliefs Johannes Nepomuks. |
|      | Datei hochladen | Statue Johannes Nepomuk                                        | Krems an der Donau   |                       |         | Über dem Tor des Hauses Obere Landstraße 29 befindet sich eine Figurennische mit einer Darstellung Johannes Nepomuks aus der Mitte des 18. Jahrhunderts. |
| ja   | Datei hochladen | Statue Johannes Nepomuk HERIS-ID: 10938 Objekt-ID: 7006        | Krems an der Donau · |                       |         | Im Innenhof des Gasthofes Zur Alten Post in der Oberen Landstraße 32 befindet sich eine Statue Johannes Nepomuks. |
| ja   | Datei hochladen | Statue Johannes Nepomuk HERIS-ID: 11127 Objekt-ID: 7200        | Krems an der Donau · |                       | 1738    | Unter den Balustradenfiguren der Dreifaltigkeitssäule aus dem Jahr 1738 auf dem Dreifaltigkeitsplatz von Krems an der Donau befindet sich auch eine Darstellung Johannes Nepomuks. |
| ja   | Datei hochladen | Statue Johannes Nepomuk HERIS-ID: 64810 Objekt-ID: 77570       | Krems an der Donau · |                       |         | Bei der Brücke über die Große Krems in Krems an der Donau steht in einer Fassadennische ein Bildstock Johannes Nepomuks aus der ersten Hälfte des 18. Jahrhunderts. |
| ja   | Datei hochladen | Statue Johannes Nepomuk HERIS-ID: 50460 Objekt-ID: 55462       | Rehberg ·            |                       | 1751    | In der Kirche von Rehberg befindet sich an der linken Seite des Langhauses eine polychromierte Darstellung Johannes Nepomuks aus dem Jahr 1751 als Konsolstatue. |
| ja   | Datei hochladen | Statue Johannes Nepomuk HERIS-ID: 59235 Objekt-ID: 70321       | Rehberg ·            |                       | 1704    | An der Durchzugsstraße von Rehberg steht eine Statue Johannes Nepomuks aus dem Jahr 1704. |
| ja   | Datei hochladen | Gemälde Johannes Nepomuk HERIS-ID: 11030 Objekt-ID: 7099       | Stein an der Donau · | Martin Johann Schmidt |         | In der 1729 entstandenen Johannes-Nepomuk-Kapelle in der Pfarrkirche Stein an der Donau befindet sich das Altargemälde Vision des Johannes Nepomuk aus der Zeit um 1770 von Martin Johann Schmidt. Das Antependium zeigt den Heiligen als Liegefigur. |
| ja   | Datei hochladen | Statue Johannes Nepomuk HERIS-ID: 12822 Objekt-ID: 8981        | Stein an der Donau · |                       | 1715    | Auf dem Rathausplatz von Stein an der Donau steht eine mit 1715 datierte Statue Johannes Nepomuks. |
|      | Datei hochladen | Statue Johannes Nepomuk                                        | Stein an der Donau   |                       |         | In einem Haus in der Reisperbachtalstraße befinden sich Freskoreste mit Darstellungen Johannes Nepomuks. |
| ja   | Datei hochladen | Statue Johannes Nepomuk HERIS-ID: 64711 Objekt-ID: 77454       | Stein an der Donau · |                       |         | Am westlichen Ortsende von Stein befindet sich gegenüber dem ehem. Brückenmeisterhaus (Steiner Landstraße 128) ein Bildstock aus dem 20. Jahrhundert mit einer Statue Johannes Nepomuks (Standort der Holzbrücke Stein-Mautern) |